# Liste der Landesstraßen in Homburg
In Homburg verlaufen 17 Landesstraßen im Stadtgebiet.

## 1. Ordnung
| Nr.   | Start (Kreis)                | Ende (Kreis)              | Länge [km] (Gesamt) | Verlauf (in Homburg)                                                     | Bemerkungen, Besonderheiten                             |
| L 110 | RP / Ernstweiler L 469 (ZW)  | Ingweiler (HOM)           | 0,517               | Einöd, Ingweiler                                                         |                                                         |
| L 111 | St. Ingbert (IGB)            | Schwarzenacker (HOM)      | 18,680              | Wörschweiler, Schwarzenacker                                             |                                                         |
| L 117 | Frankenholz L 116 (HOM)      | RP / Waldmohr K 3 (KUS)   | 5,16                |                                                                          |                                                         |
| L 118 | Homburg L 119 (ehem. ) (HOM) | Ingweiler (HOM)           | 5,76                | Homburg, Erbach, Jägersburg                                              | Mittlerer Knoten an einer Ortsstraße                    |
| L 119 | AS Rohrbach (IGB)            | RP / Vogelbach L 395 (KL) | 20,54               | Am Zollbahnhof (teilweise), Homburg, Johannishof, Bruchhof, Eichelscheid | ehemals                                                 |
| L 120 | Homburg L 119 (HOM)          | RP / Käshofen L 462 (HOM) | 3,4                 | Homburg                                                                  | Straße ist durch Einschnitt Land RP zweigeteilt (L 462) |

## 2. Ordnung
| Nr.                                      | Start (Kreis)                                 | Ende (Kreis)                             | Länge [km] (Gesamt) | Verlauf (in Homburg)                                                | Bemerkungen, Besonderheiten                             |
| zwischen Bierbach und Wörschweiler L 212 | L 212 (HOM)                                   | Ingweiler (HOM)                          | 1,06                | Ingweiler                                                           | fast jeden Winter durch Blies-Hochwasser überflutet     |
| L 213                                    | Homburg (HOM)                                 | RP / Mörsbach K 7 (ZW)                   | 4,86                | Homburg, Kirrberg                                                   |                                                         |
| L 214                                    | Kirrberg L 213 (HOM)                          | RP K 4 (ZW)                              | 2,72                | Kirrberg                                                            |                                                         |
| L 215                                    | Homburg L 120 (HOM)                           | RP K 8 (KL)                              | 3,97                | Homburg, Sanddorf                                                   |                                                         |
| L 217                                    | zwischen Limbach und Wörschweiler L 222 (HOM) | Homburg L 119 (HOM)                      | 2,91                | Beeden, Homburg                                                     |                                                         |
| L 218                                    | , AS Homburg (HOM)                            | Steinbachstraße, Erbach (HOM)            | 3,35                | Reiskirchen, Erbach                                                 |                                                         |
| L 220                                    | Jägersburg (HOM)                              | zwischen Höchen und Waldmohr L 117 (HOM) | 1,62                | Jägersburg                                                          |                                                         |
| L 221                                    | Neubreitenfelderhof L 117 (HOM)               | Höchen L 117 (HOM)                       | 3,41                | Neubreitenfelderhof, Altbreitenfelderhof, Websweilerhof, Websweiler |                                                         |
| L 222                                    | Limbach L 119 (HOM)                           | Wörschweiler L 111 (HOM)                 |                     | Wörschweiler                                                        |                                                         |
| L 223                                    | RP / Bechhofen L 463 (HOM)                    | RP / Eichelscheiderhof L 355 (KUS)       |                     | bei Eichelscheid                                                    | Straße ist durch Einschnitt Land RP zweigeteilt (L 355) |
| L 225                                    | Jägersburg (HOM)                              | RP / Waldmohr K 2 (KUS)                  |                     | Jägersburg, Jägersburg-Bahnhof                                      |                                                         |